# Paine
Paine – miasto w Chile, położone w południowej części regionu metropolitalnego Santiago. W mieście znajduje się węzeł drogowy-G-46, G-531 i G-548 i stacja węzłowa. Przez miasto przebiega droga panamerykańska Ruta 5.

## Demografia
Źródło.